# 南福爾斯堡 (紐約州)
南福爾斯堡（英語：South Fallsburg）是位於美國紐約州沙利文縣的普查規定居民點。

## 人口
根據2020年美國人口普查的數據，南福爾斯堡的面積為9.10平方千米，當中陸地面積為8.25平方千米，而水域面積為0.85平方千米。當地共有人口2347人，而人口密度為每平方千米257.91人。